# Marigny-sur-Yonne
Marigny-sur-Yonne ist eine französische Gemeinde mit 191 Einwohnern (Stand: 1. Januar 2022) im Département Nièvre in der Region Bourgogne-Franche-Comté. Sie gehört zum Arrondissement Clamecy und zum Kanton Corbigny. Die Einwohner werden Marignais genannt.

## Geographie
Marigny-sur-Yonne liegt etwa 58 Kilometer südlich von Auxerre an der Yonne und am Canal du Nivernais. Umgeben wird Marigny-sur-Yonne von den Nachbargemeinden von Dirol im Norden, Ruages im Nordosten, Chitry-les-Mines im Osten und Südosten, Chaumot im Süden sowie Germenay im Westen.

## Bevölkerungsentwicklung
| Jahr                       | 1962 | 1968 | 1975 | 1982 | 1990 | 1999 | 2006 | 2011 | 2019 |
| Einwohner                  | 256  | 287  | 274  | 226  | 193  | 198  | 202  | 208  | 192  |
| Quellen: Cassini und INSEE |      |      |      |      |      |      |      |      |      |

## Sehenswürdigkeiten
- Kirche Saint-Léger aus dem 19. Jahrhundert
- Schloss Marigny-sur-Yonne mit Kapelle

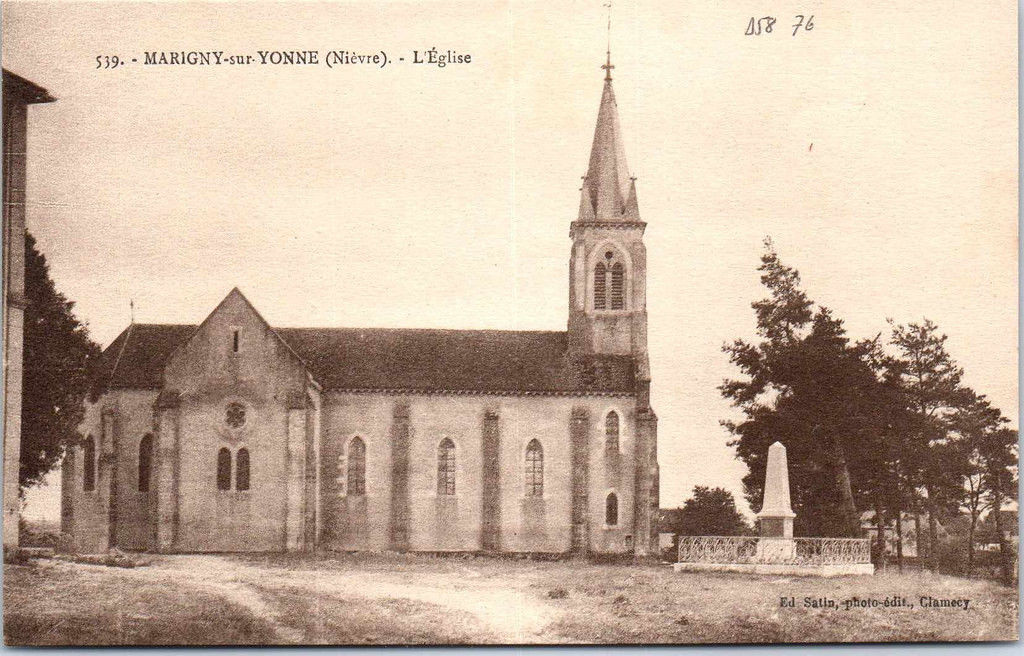
Alte Postkarte der Kirche Saint-Léger